# Nangbeto-Staudamm
Der Nangbeto-Staudamm staut den Mono, den größten Fluss des westafrikanischen Staates Togo, etwa 160 Kilometer nördlich seiner Mündung in den Atlantischen Ozean. Der Stausee liegt bei Atakpamé nahe der Grenze zu Benin.

## Bau
Der Damm ist ein Partnerprojekt zur Elektrizitätsgewinnung zwischen Togo und dem benachbarten Benin und wurde 1987 fertiggestellt. Die Errichtung erfolgte hauptsächlich durch das deutsche Bauunternehmen Hochtief AG, die Finanzierung des 110 Millionen DM teuren Vorhabens erfolgte größtenteils durch Kredite unter anderem durch die Kreditanstalt für Wiederaufbau, der Weltbank, des Afrikanischen Entwicklungsfonds und auch aus Entwicklungshilfe.

## Absperrbauwerk
Der Staudamm besteht aus einem 443 m langen Hauptdamm aus Steinschüttmaterial, der am Fuß 157 m breit ist und eine Höhe von 52 m erreicht. Sein Bauwerksvolumen beträgt 1,1 Millionen Kubikmeter. Die Nebendämme des Staudamms erreichen insgesamt eine Länge von über 5000 m. Der Stausee hat einen Stauinhalt von 1,71 Millionen Kubikmetern.

## Nutzung
Der Staudamm wurde zur Bewässerung und zur Erzeugung von Strom aus Wasserkraft gebaut. Zwei Turbinen vom Typ Kaplan haben je 32,5 MW Leistungsvermögen. Jährlich liefert das Wasserkraftwerk zwischen 230 Millionen kWh und (1991) 150 Millionen kWh. Aufgrund zu niedriger Wasserstände ist die Elektrizitätsgewinnung aber regelmäßig für mehrere Monate nicht möglich. Der Betreiber ist Communauté Electrique du Bénin (CEB), eine staatliche Gesellschaft an der die Staaten Togo und Benin beteiligt sind.

## Folgen
Für den Damm mussten zwischen 7.600 und 10.000 Menschen ihre Dörfer verlassen. Einen Umsiedlungsplan soll es nicht gegeben haben. Sein Bau hatte auch erhebliche Auswirkungen auf die Ökologie des Lagunensystems bei der Mündung des Monos, da die jahreszeitlichen Schwankungen der Wassermenge sich durch den Damm verringert haben.